# Chrysogaster lindbergi
Chrysogaster lindbergi är en tvåvingeart som beskrevs av Kassebeer 1999. Chrysogaster lindbergi ingår i släktet ängsblomflugor, och familjen blomflugor.
Artens utbredningsområde är Marocko. Inga underarter finns listade i Catalogue of Life.